# Uranoscopus tosae
Uranoscopus tosae — риба родини зіркоглядових, поширена в північно-західній частині Тихого океану від південної Японії до Південно-Китайського моря, відсутній на Рюкю. Морська демерсальна риба, що сягає 25 см довжини.